# The Altus
The Altus est un gratte-ciel de 220 mètres construit en 2017 à Johor Bahru en Malaisie. 